# What Richard Did
What Richard Did é um filme irlandês de drama, dirigido por Lenny Abrahamson e escrito por Malcolm Campbell. O filme é levemente baseado no livro "Bad Day in Blackrock" (br: Aconteceu em Blackrok) de Kevin Power. O livro, por sua vez, também é levemente baseado em uma história real ocorrida no ano de 2000 em Dublin, quando um jovem estudante chamado Brian Murphy morreu após um violento assalto ao sair de uma casa noturna. O filme foi lançado em 5 de outubro de 2012.
Foi exibido no Festival Internacional de Cinema de Toronto em 9 de setembro de 2012, no Festival de Cinema de Londres em 16 de outubro de 2012, e no Festival de Cinema de Tribeca em 16 de abril de 2013.

## Sinopse
Richard Karlsen é um rico garoto de 18 anos, atleta de ouro e galã mais disputado do sul de Dublin. No verão que precede o início da faculdade a vida vai bem, o futuro promete e tudo parece possível. Até que ocorre um incidente que destrói tudo, modifica para sempre a vida de Richard e afeta todos os que estão ao seu redor.

## Elenco
- Jack Reynor como Richard Karlsen
- Róisín Murphy como Lara
- Lars Mikkelsen como Peter Karlsen
- Lorraine Pilkington como Katherine Karlsen
- Sam Keeley como Conor Harris
- Michelle Doherty como Liv

## Prêmios
- Em 18 de dezembro de 2012, o filme ganhou como "Melhor Filme Irlandês" no 7th Annual Dublin Film Critics' Circle.[7]

- Em 4 de fevereiro de 2013, Malcolm Campbell ganhou como "Melhor Roteiro" no Evening Standard British Film Awards.[8]

- Em 9 de fevereiro de 2013, o filme ganhou cinco prêmios no 10th Irish Film & Television Awards[9]:
  - "Melhor Filme" - Ed Guiney, Andrew Lowe, Element Pictures
  - "Melhor Ator de Filme" - Jack Reynor
  - "Melhor Diretor" - Lenny Abrahamson
  - "Melhor Script" - Malcolm Campbell
  - "Melhor Edição / Drama" - Nathan Nugent

- Em maio de 2013, o filme ganhou o Tulipa de Ouro de "Melhor filme" no Festival Internacional de Cinema de Istambul.[10]

- Em 13 de novembro de 2013, Malcolm Campbell ganhou como "Best First Feature-Length Film Screenplay" no Writers' Guild of Great Britain.[11]

## Lançamento em DVD
08 de fevereiro de 2013, Irlanda.